# 黄巢
黄巢（835年—884年），曹州冤句（今山東菏澤西南）人，唐末時人。初為鹽幫首領，售私鹽為業，後成为民變軍首领，并自立为帝，尊号为承天应运启圣睿文宣武皇帝，国号大齐，年號金統。他发动的民变史稱“黃巢之亂”。

## 生平

### 早年
黃巢是山東曹州冤句（今山東曹縣）人，以販鹽為生，讀過書，能騎善射。他曾組織過武裝鹽幫，同唐政府緝查私鹽進行過多次武裝衝突。他對唐朝的統治，早有無比的仇恨，想要謀反推翻唐王朝。黄巢粗略地讀過儒家經典，屢次參加進士科考試，屢次落第，但有秀才功名，且是盐枭出身不畏战遂聚眾起兵叛亂。

### 起事

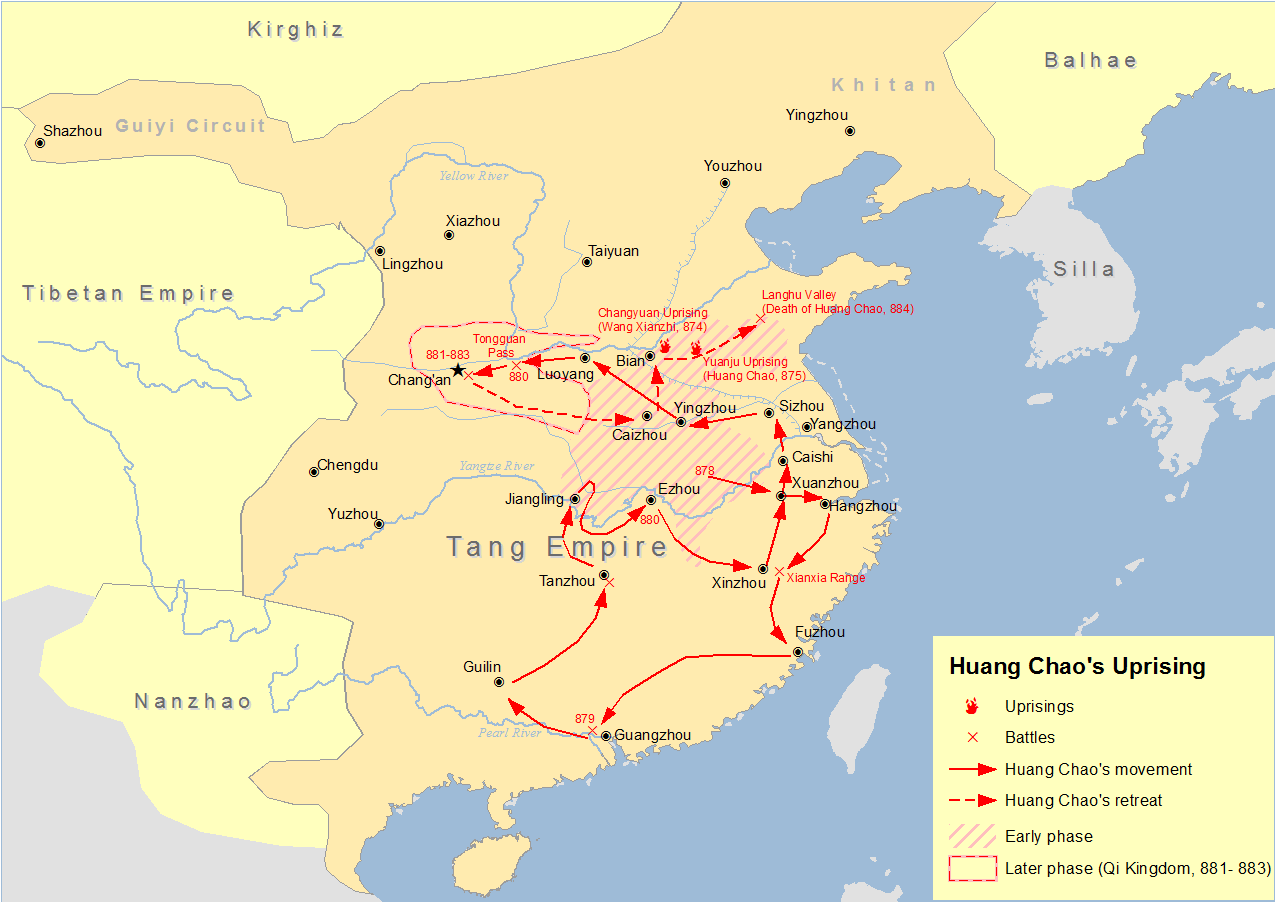
唐末农民战争形势图

乾符二年（875年），黄巢在冤句（今山东菏泽西南）與子侄黃揆和黃恩鄴等八人响应王仙芝起事。黄巢转战各地；最初在山东徐州、河南，攻占阳翟（今河南禹州）、郏城（今河南郏县）等八县；又陷汝州（治今河南汝州），东都洛邑震動。乾符四年（877年）二月，黄巢率军攻陷郓州（今山东郓城），杀节度使薛崇。

### 称王建元
乾符五年（878年），朝廷宦官招降王仙芝並準備賜予官位，實則設局欲殲全軍，王仙芝在黃梅（今湖北黃梅西北）兵敗被殺，餘部奔亳州（治今安徽亳州）投靠黃巢，推黃巢為“黃王”，稱“沖天太保均平大將軍”，年號王霸（878年－880年）。
乾符六年（878年），黃巢兵團血洗泉州，劫殺胡商萬人，此起劫掠沿海，揮兵入廣東，攻佔新興城市潮州；乾符七年（879年），向朝廷讨封广州节度使不成，大怒攻克广州，控制岭南，在廣州大肆屠殺胡商。春夏之際，嶺南大疫，黄巢軍兵力損失慘重，「死者十三四」。10月又北上，廣明元年（880年）渡过淮河，年底攻下東都洛阳，“整眾而行，不剽財貨”，群眾達百萬軍，入城後，軍紀嚴明，閭里晏然。年底越潼關天險。唐僖宗逃亡四川。廣明元年十二月初五·甲申（881年1月 8日），进入长安。十二月十三·壬辰（881年1月16日），即位於含元殿，建立大齐政权，年號金統。原朝官員，四品以下留用，餘者罷之。又沒收富家財產，號稱“淘物”。
中和二年（882年），四川的唐僖宗反攻，大将朱温叛变降唐，沙陀族李克用又率援軍助唐，率兵一萬餘人南下，黄巢於中和三年四月撤出长安，攻逼蔡州（今河南汝南），节度使秦宗權戰敗投降，与黄巢合兵。六月圍攻陳州（今河南淮陽），遭遇頑強抵抗，转战山东。中和四年（884年）三月，朱溫大敗黃巢於王滿渡（今河南中牟北），黃巢的手下李讜、葛從周、楊能、霍存、張歸霸、張歸厚、張歸弁等投降朱溫，黃巢殘部向東北逃亡，又遇李克用於封丘（今河南封丘），時遭大雨，黃巢集散兵近千人奔兗州，“克用軍晝夜馳，糧盡不能得巢，乃還。”7月11日（六月十五日），武寧節度使時溥派李師悅率兵萬人，與降將尚讓緊追其後。是年7月13日（六月十七日丙午），黄巢在狼虎谷（今山東莱芜）為部下林言所殺（一說自殺，也有黃巢最後出家的說法）。清代学者聂剑光《泰山道里记》载：“黄巢死于泰山……九顶山南有大冢，俗称黄巢墓。”
884年8月18日（七月壬午），时溥遣使人献黄巢及家人人頭并姬妾，唐僖宗到大玄楼受之。宣问姬妾：“汝曹皆勋贵子女，世受国恩，何为从贼？”其居首者对曰：“狂贼凶逆，国家以百万之众，失守宗祧，播迁巴、蜀；今陛下以不能拒贼责一女子，置公卿将帅于何地乎！”唐僖宗不再问，皆戮之于市。人争与之酒，其馀皆悲怖昏醉，居首者独不饮不泣，至于就刑，神色肃然。
黃巢死後，秦宗权不但没有重归朝廷，还自行称帝，一度军势很盛，但后来还是被朱温所灭。秦宗权部将孙儒后来争夺淮南时也曾拥兵数万，号“土团白条军”，但也终被竞争对手杨行密所灭。孙儒部将刘建锋、马殷等率本部进军湖南，夺取武安军，后刘建锋被杀，马殷接管武安军，后来建立了马楚。黃巢從子黃皓率殘部流竄，號「浪蕩軍」。昭宗天復初年，進攻湖南時，為湘陰世族鄧進思所伏殺。不久朱溫篡位，建立大梁，唐朝滅亡，進入五代十國时期。

## 诗
黄巢今有傳诗两首：《題菊花》和《不第後賦菊》。另有疑似后人托名作《自題像》。对前两首诗是否黄巢所作，历来也不乏质疑。《題菊花》最早见于南宋张端义《贵耳集》，这本书本身是杂采小说传闻的故事集，书中又称此诗为黄巢5岁时所作，5岁的黄巢同时还作了“堪与百花为总首，自然天赐赭黄衣。”这样的句子，很像是后人给黄巢这个叛军领袖附会的谶纬之诗。而《不第後賦菊》出现则较晚，见于明代《七修类稿》，黄巢参加科举一事，在新旧唐书中均没有记载，黄巢从小就“善击剑骑身”“喜养亡命”，不像是走科举道路的读书人。
清人编《全唐诗》，有收录黄巢诗作，并评价黄巢诗是清新可人，颇为称讚。张艺谋导演电影《满城尽带黄金甲》的名字出自《不第后赋菊》。

## 影響
僖宗乾符五年，黃巢入江西，經江浙，從山東轉戰廣東，再由廣州回攻洛邑，破潼關，攻下帝都長安，禍延半壁江山，今日的十餘省，切斷唐室江南大運河的經濟命脈，沈重地打擊唐朝的統治，黃巢死後，唐朝名存實亡，只再苟延殘喘二十餘年，就由黄巢降將朱溫篡奪唐朝帝位，故史家曰：唐室實亡於黃巢起兵。
施耐庵的《水滸傳》三十九回中宋江在浔阳江畔潯陽樓上倚闌暢飲，感恨傷懷，寫出了《西江月》，又題寫了四句詩，“心在山東身在吳，飄蓬江海謾嗟吁，他時若遂凌雲志，敢笑黃巢不丈夫。”

## 延伸阅读
[在维基数据编辑]
 在维基文库阅读此作者作品
 《舊唐書/卷200下》，出自刘昫《舊唐書》
 《新唐書·卷225下》，出自《新唐書》